# Dugo Selo
Pour les articles homonymes, voir Dugo Selo (homonymie).
Dugo Selo est une ville et une municipalité située dans le comitat de Zagreb, en Croatie. Au recensement de 2001, la municipalité comptait 14 300 habitants, dont 95,52 % de Croates et la ville seule comptait 8 880 habitants.

## Localités
La municipalité de Dugo Selo compte 11 localités : 
| - Andrilovec - Donje Dvorišće - Dugo Selo - Kopčevec - Kozinščak - Leprovica - Lukarišće - Mala Ostrna - Prozorje - Puhovo - Velika Ostrna |